# Carmen Miranda
Pour les articles homonymes, voir Miranda.
Maria do Carmo Miranda da Cunha, dite Carmen Miranda, est une actrice et chanteuse brésilienne d'origine portugaise, née le 9 février 1909 à Marco de Canaveses (Portugal) et morte le 5 août 1955 à Beverly Hills (Californie).
Surnommée « la bombe brésilienne », elle fit preuve d'un indiscutable tempérament comique et participa à beaucoup de comédies musicales, latino-américaines dans les années 1940, à la 20th Century Fox. En 1945, elle était la femme la mieux payée des États-Unis.
Bien que saluée comme une artiste de talent, sa popularité a décliné jusqu'à la fin de la Seconde Guerre mondiale. Son talent de chanteuse et d'interprète, a souvent été éclipsé par le caractère exotique de leurs présentations, les rôles interprétés par Miranda n'ayant que peu à voir avec les spécificités culturelles du Brésil. À une époque où Hollywood militait pour empêcher les nations d'Amérique latine de s'aligner avec l'Axe, Carmen Miranda est devenue l'incarnation d'un exotisme générique de l'Amérique latine adopté par l'Amérique du Nord.
Considérée comme précurseure du « tropicalisme », mouvement culturel brésilien des années 1960, Carmen Miranda a été la première star latino-américaine à poser ses empreintes devant le Grauman's Chinese Theatre en 1941.
En 20 ans de carrière, Miranda a enregistré 279 chansons au Brésil et 34 aux États-Unis soit un total de 313. Un musée a été construit plus tard à Rio de Janeiro, en son honneur. En 1995, elle a fait l'objet du documentaire Carmen Miranda: Bananas is my Business, réalisé par Helena Solberg. Elle a été classée par le magazine Rolling Stone comme la 15e plus grande voix de la musique brésilienne, une icône et un symbole international du pays à l'étranger.

## Biographie

### Enfance
Maria do Carmo Miranda da Cunha naît à Várzea da Ovelha e Aliviada, un village dans la municipalité portugaise nord de Marco de Canaveses. Elle est la deuxième fille de José Maria Pinto da Cunha (1887-1938) et Maria Emília Miranda (1886-1971)
En 1909, son père émigre seul au Brésil et s'installe à Rio de Janeiro, où il ouvre un salon de coiffure. Sa mère le rejoint en 1910 avec leurs filles Olinda (1907-1931) et Maria. Quatre autres enfants naîtront : Amaro (1911), Cecilia (1913-2011), Aurora (1915-2005) et Oscar (1916).

### Vie privée

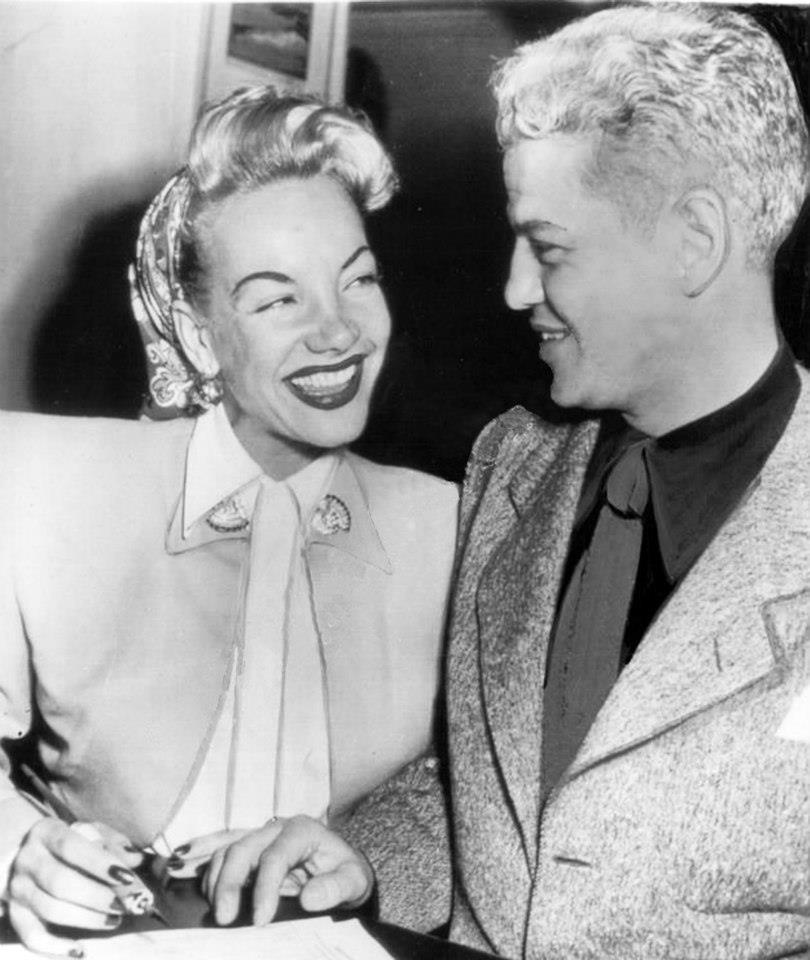
Carmen Miranda et David Sebastian peu avant leur mariage.

En quête de liberté créatrice, Miranda décide de produire son propre film en 1947, Copacabana. Le budget du film est divisé en une dizaine de parts d'investisseurs. L'un d'eux, un Texan mande son frère, David Sebastian (1907-1990) sur le plateau de tournage pour garder un œil sur ses intérêts et sur l'actrice. Sebastian se lie d'amitié avec Carmen et ils se marient le 17 mars 1947 à l’Église Church of the Good Shepherd de Beverly Hills. En 1948, Miranda fait une fausse couche après un spectacle. Le mariage sera bref, mais Carmen (qui est catholique) ne souhaite pas divorcer. En 1995 sa sœur Aurora déclare dans le documentaire Carmen Miranda: Bananas is my Business : « Il l'a épousée pour des raisons égoïstes ; elle est tombée malade après son mariage et a vécu avec beaucoup de dépression ». Le couple annonce sa séparation en septembre 1949, mais il se réconcilie quelques mois plus tard.
Carmen Miranda étant discrète, l'on en sait peu sur sa vie privée. Aux États-Unis, elle a fréquenté les acteurs : John Payne, Arturo de Córdova, Dana Andrews, Harold Young, John Wayne, Donald Buka et Carlos Niemeyer. Au cours de ses dernières années, outre une grande consommation de tabac et d'alcool, elle s'est mise à prendre des amphétamines et des barbituriques, ce qui a eu de lourdes conséquences sur sa santé.

### Décès

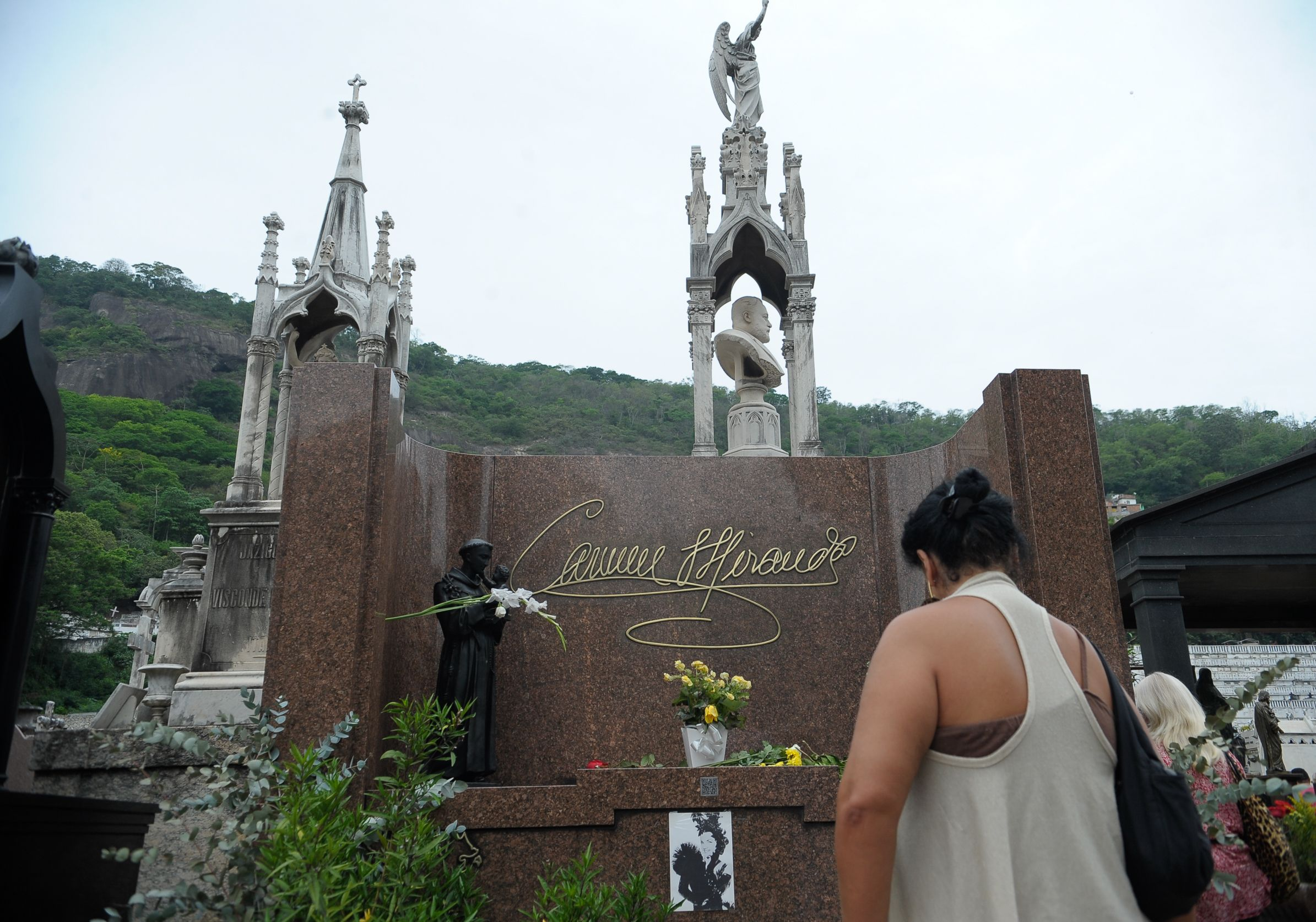
La tombe de Carmen Miranda dans le Cemitério de São João Batista à Rio de Janeiro.

Le 4 août 1955, Miranda enregistre un numéro pour The Jimmy Durante Show, lorsqu'elle se dit essoufflée. Elle termine néanmoins et rentre chez elle. Aux environs de 4 heures le lendemain, elle succombe à une crise cardiaque à son domicile de Beverly Hills, à l'âge de 46 ans.
Conformément à ses souhaits, le corps de Miranda est rapatrié à Rio de Janeiro, où le gouvernement brésilien déclare une période de deuil national. Plus d'un demi-million de Brésiliens escortent le cortège funèbre jusqu'au cimetière de São João Batista.
En 1956, tous ses biens sont donnés par son mari et sa famille pour la création d'un musée : le musée Carmen Miranda ouvre ses portes à Rio le 5 août 1976.

### Débuts professionnels

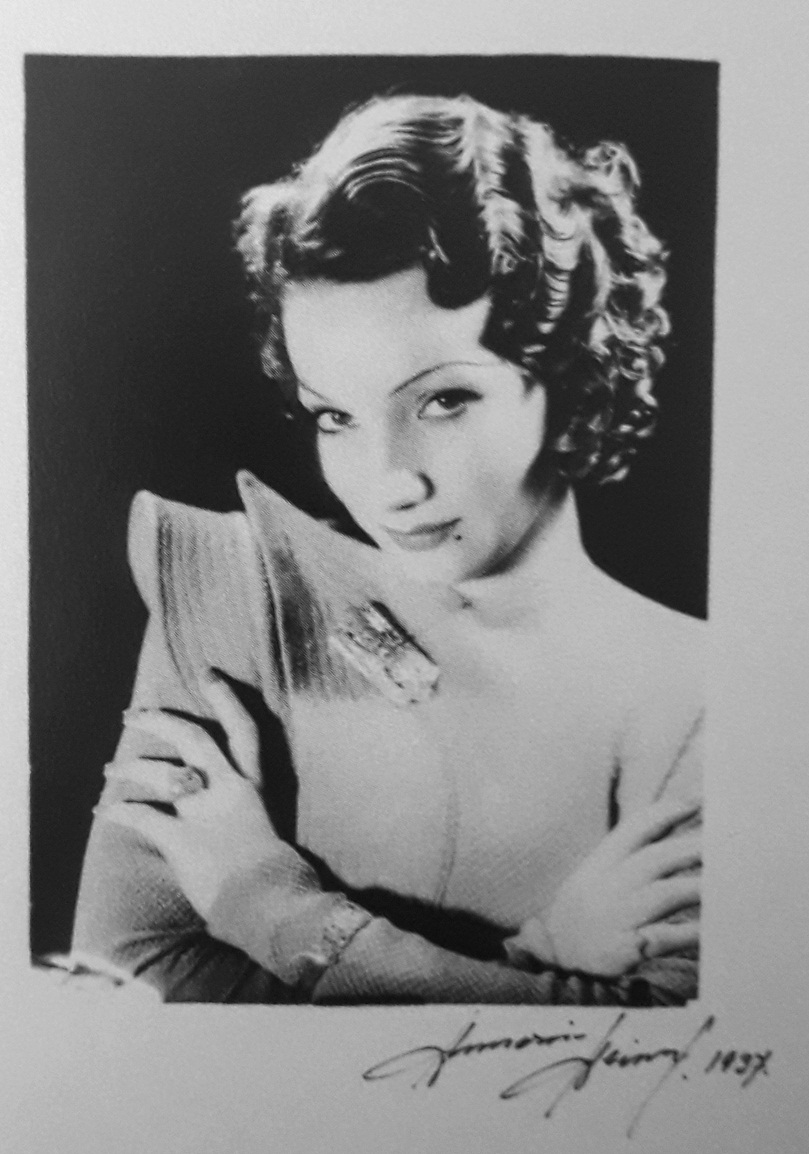
Carmen Miranda en 1935.

Miranda est présentée au compositeur Josué de Barros, qui lui fait enregistrer son premier album pour Brunswick, une société allemande, en 1929. L'année suivante, elle enregistre Tai (Pra Você Gostar de Mim) écrit par Joubert de Carvalho et  devient une des chanteuses les plus populaires du Brésil, place qu'elle maintiendra tout au long des années 1930.
En novembre 1930, elle négocie un contrat d'enregistrement avec RCA Victor, la filiale brésilienne du conglomérat américain. En 1933, elle signe pour deux ans avec Radio Mayrink Veiga, la station brésilienne la plus populaire, devenant la première chanteuse sous contrat avec une radio dans l'histoire du Brésil. En 1934, elle est invitée à se produire sur Radio Belgrano, à Buenos Aires. En 1935, enfin, elle passe chez Odeon Records, gravant un certain nombre de titres, dont beaucoup sont maintenant des classiques de la musique brésilienne.
La célébrité de Miranda est étroitement liée à la popularité croissante d'un style typiquement brésilien de musique : la samba. Les deux ont fortement contribué à une reconceptualisation du nationalisme brésilien par le régime du président Getúlio Vargas Durant les années 1930, Miranda a enregistré près de trois cents chansons, dont beaucoup écrites exclusivement pour elle par les compositeurs les plus célèbres du Brésil, comme Ary Barroso, Synval Silva et Dorival Caymmi, et avec les meilleurs musiciens du Brésil. Sa grâce et sa vitalité, tant sur scène qu'au disque, lui ont valu immédiatement les qualificatifs de Cantora do It (« chanteuse qui-en-a »), Ditadora Risonha do Samba (« joyeuse dictatrice de la samba »), jusqu'à ce que le présentateur de radio Cesar Ladeira impose en 1933 A Pequena Notável (« la fille remarquable »).
De 1933 à 1939, dans une industrie cinématographique en plein essor, elle tourne dans cinq films qui lui permettent de mettre en valeur son talent vocal. Comme d'autres chanteurs populaires de l'époque, elle fait ses débuts à l'écran dans le documentaire brésilien A Voz Do Carnaval (1933). Deux ans plus tard, elle apparaît dans son premier long métrage intitulé Alô, Alô Brasil. Mais c'est le film Estudantes en 1935 qui l'impose dans l'esprit du public. Dans Alô, Alô Carnaval! (1936), elle interprète la célèbre chanson Cantoras do Rádio pour la première fois aux côtés de sa sœur, Aurora Miranda. En 1939, Carmen Miranda participe au film Banana da Terra réalisé par João de Barros. Elle doit y interpréter deux chansons de Ary Barroso: Na Baixa do Sapateiro et Boneca de Piche, mais Barroso est remplacé par le nouvel auteur à succès Dorival Caymmi qui lui écrit O que é que a Baiana Tem? (« Ce que la Baiana a »).
Lors d'une présentation au Casino da Urca, Miranda est remarquée par le dramaturge américain Marc Connelly, en vacances à Rio avec la patineuse artistique norvégienne Sonja Henie, et le puissant producteur de Broadway Lee Schubert. Ce dernier engage Miranda pour sa revue The Street of Paris.

### Les États-Unis

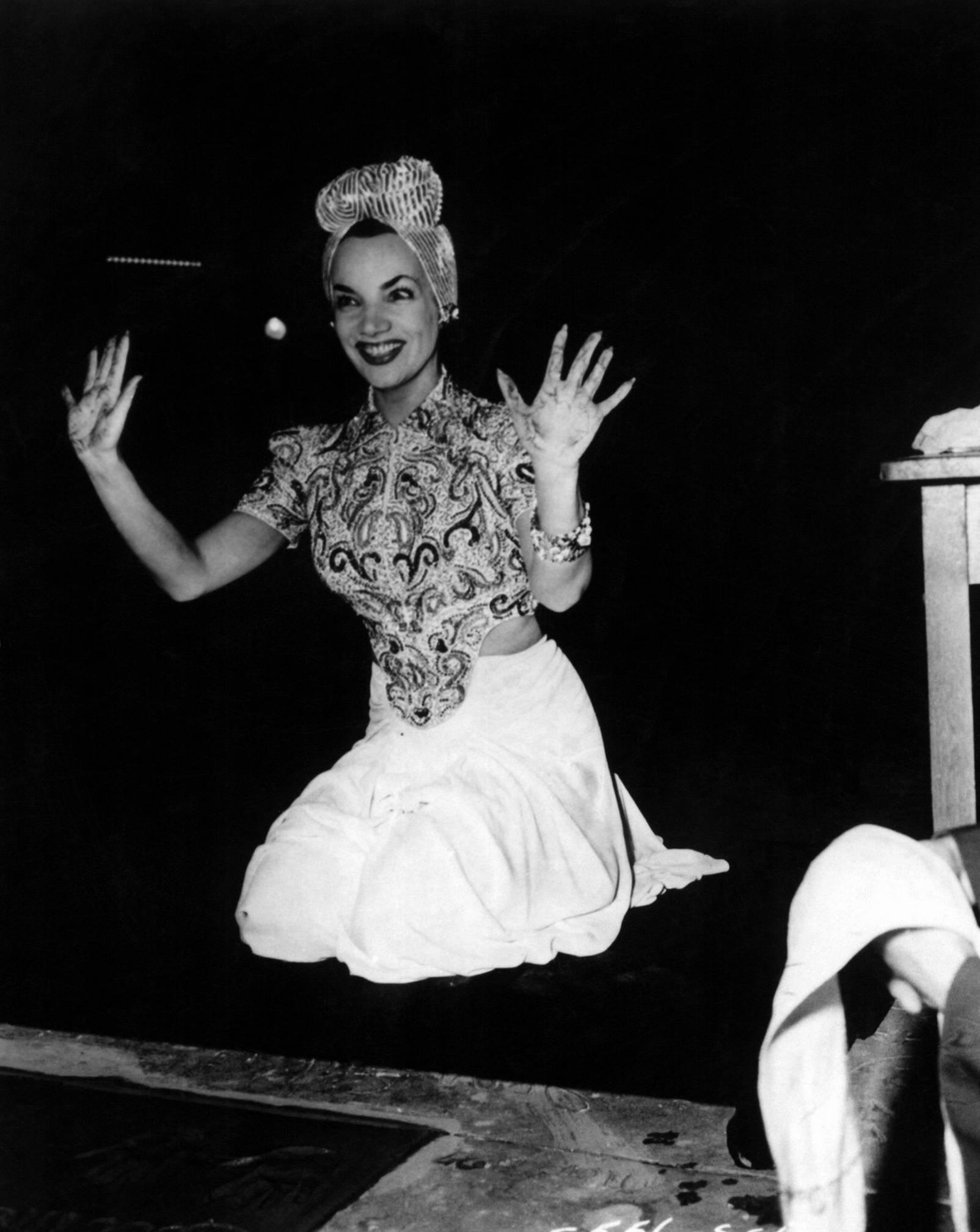
Carmen Miranda au Grauman's Chinese Theatre, en 1941.

Miranda arrive à New York le 18 mai 1939 à bord du paquebot SS Uruguay. Elle apparaît pour la première fois dans The Street of Paris le 19 juin. Bien que sa participation reste modeste, elle reçoit de bonnes critiques et devient un phénomène médiatique,,. Time Magazine la surnomme le « punch qui arrête le spectacle[pas clair] ». Les publics de New York sont enchantés par son costume et ses accessoires exotiques. Un critique la désigne comme étant la « plus grande sensation théâtrale de l'année »[réf. nécessaire]. À la fin de l'été 1939, la presse salue Miranda comme « la fille qui a sauvé la Broadway ». Tant sur la scène que dans les films, elle était accompagnée par le groupe Bando da Lua, dirigé par Aloysio de Oliveira.
Sa notoriété grandit rapidement et elle est officiellement présentée au président Franklin D. Roosevelt lors d'un banquet à la Maison-Blanche, peu de temps après. Elle signe un contrat de cinq ans avec la 20th Century Fox : Sous le ciel d'Argentine constitue sa première apparition dans un film américain. L'année suivante, elle partage l'écran avec Alice Faye dans Une nuit à Rio et Week-end à la Havane.
À la suite du déclenchement de la Seconde Guerre mondiale, elle est encouragée par Roosevelt à participer en tant qu'ambassadrice de bonne volonté à la « politique de bon voisinage » américaine destinée à favoriser les rapports avec l'Amérique latine. Dès 1940, l'Office of the Coordinator of Inter-American Affairs (OCIAA), basé à Rio de Janeiro, œuvre en effet à obtenir le soutien des gouvernements et sociétés latino-américaines à l'engagement militaire des États-Unis. Les studios hollywoodiens, à commencer par Walt Disney et la 20th Century Fox, prennent une part active à cette politique.

### Hollywood

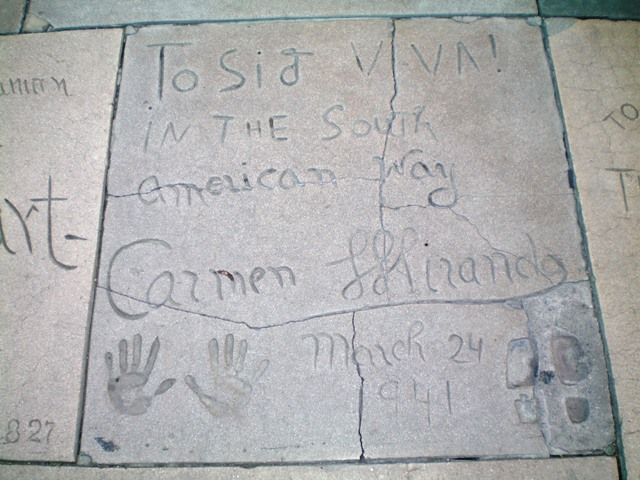
Empreintes de Carmen Miranda au Grauman's Chinese Theatre à Hollywood.

De retour aux États-Unis, Miranda reprend ses nombreuses activités. Le 24 mars 1941, elle devient l'une des premières latino-américaines à laisser ses empreintes sur le parvis du Grauman's Chinese Theatre de Hollywood.

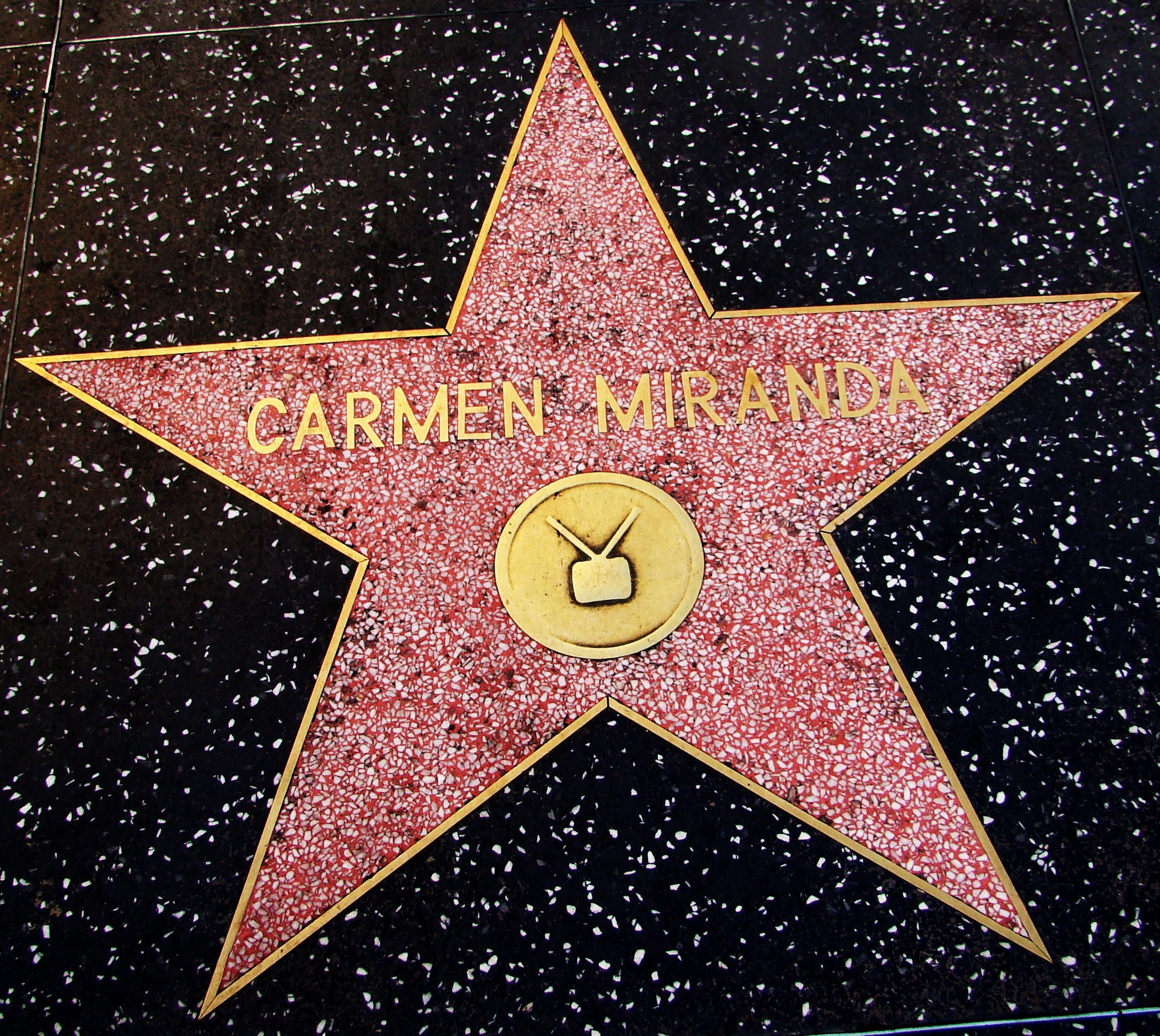
L'étoile de Carmen Miranda sur le Hollywood Walk of Fame.

De retour à Broadway, elle joue dans la revue musicale Sons o'Fun à partir du 1er décembre 1941. Le spectacle est un mélange de slapstick, de chansons et de sketches. Richard Watts Jr. du New York Herald Tribune écrit : « Dans son mode excentrique et fortement personnalisé, Mlle Miranda est par manière d'être un artiste et ses numéros donner le spectacle de sa une touche de distinction ».[réf. nécessaire] Le 1er juin 1942, elle quitte la production, son contrat avec Shubert ayant expiré. Elle a entre-temps enregistré quelques-unes de ses chansons pour Decca Records, dont Chica, Chica Boom Chic, O Tic-Tac do Meu Coração' et Chattanooga Choo Choo
En 1943, elle apparaît dans Banana Split réalisé par le célèbre chorégraphe Busby Berkeley. Dans le numéro The Lady in the Tutti-Frutti Hat, une illusion d'optique rend le chapeau orné de fruits qu'elle porte démesuré. Enfermée dans le rôle de la chanteuse exotique, elle doit participer par contrat à des événements publics dans ses costumes de films. Sa chanson Bananas Is My Business est un hommage quelque peu ironique à ce stéréotype. L'année suivante, elle fait une apparition dans Four Jills in a Jeep. En 1945, elle est la femme la mieux payée aux États-Unis, gagnant plus de 200 000$ (l'équivalent de 2,7 millions de dollars en 2017) cette année-là.

### Critique
Si la popularité de Miranda aux États-Unis continue d'augmenter, elle perd néanmoins la faveur de certains Brésiliens. Le 10 juillet 1940, elle retourne au Brésil où, bien qu'accueillie par de nombreux fans, la presse brésilienne commence à critiquer sa soumission au mercantilisme américain et l'image négative du Brésil qu'elle projette. La bonne société juge son image « trop négroïde » et un journal parle, à propos de son répertoire, de « sambas pour noirs de mauvais goût ». D'autres lui reprochent d'incarner le stéréotype de la « bimbo latina », belle et intéressée, depuis son arrivée aux États-Unis. Lors de sa première interview au New York World-Telegram, Miranda, dont la connaissance de l'anglais était alors limitée, avait en effet déclaré : « I say money, money, money. I say twenty words in English. I say money, money, money and I say hot dog! ».
Les films de Miranda sont accusés de caractériser l'Amérique centrale et du Sud d'une manière culturellement homogène, au travers du prisme des préjugés américains, et non pas dans leur diversité réelle. Ainsi Sous le ciel d'Argentine apparaît comme une fusion de cultures en provenance du Mexique, de Cuba et du Brésil, et le film est interdit en Argentine au motif qu'il dépeint « à tort la vie à Buenos Aires »
Des sentiments similaires sont ressentis à Cuba lors de la sortie de Week-end à la Havane (1941). Les critiques estiment que la danse de Miranda n'a rien de cubaine et que son interprétation n'est qu'un mélange de la culture brésilienne avec d'autres cultures latines.
Le 15 juillet 1940, elle apparaît lors d'un concert de charité organisé par la Première dame du Brésil Darcy Vargas (en), devant les membres de la haute société brésilienne. Elle salue le public en anglais, mais est accueillie par un silence. Lorsque Miranda commence à chanter une chanson d'un de ses numéros, The South American Way, le public se met à la huer. Elle tente de terminer son numéro, mais renonce et quitte la scène. L'incident la blesse profondément. Le lendemain, la presse brésilienne lui reproche d'être « trop américanisée ». Quelques semaines plus tard, elle répond à la critique par la chanson Disseram Que Voltei Americanizada (Ils ont dit que je suis revenue américanisée). Elle ne retournera pas au Brésil pendant quatorze ans.

## Filmographie
- 1933 : A Voz do Carnaval (pt)
- 1935 : Alô, Alô, Brasil (pt)
- 1935 : Estudantes : Mimi
- 1936 : Hello, Hello, Carnival!
- 1939 : Banana da Terra (pt)
- 1940 : Laranja da China
- 1940 : Sous le ciel d'Argentine (Down Argentine Way) d'Irving Cummings
- 1941 : Une nuit à Rio : Carmen
- 1941 : Week-end à la Havane (Week-End in Havana) de Walter Lang : Rosita Rivas
- 1941 : Meet the Stars: Hollywood Meets the Navy (court-métrage) : elle-même
- 1942 : Ivresse de printemps (Springtime in the Rockies) de Irving Cummings :  Rosita Murphy
- 1943 : Banana Split :  Dorita
- 1944 : Greenwich Village : Princesse Querida
- 1944 : Quand l’amour manœuvre (Something for the Boys) de Lewis Seiler : Chiquita Hart
- 1944 : Four Jills in a Jeep
- 1945 : The All-Star Bond Rally : Pinup girl
- 1945 : Doll Face : Chita Chula
- 1946 : If I'm Lucky : Michelle O'Toole
- 1947 : Copacabana : Carmen Novarro/Mademoiselle Fifi
- 1947 : Slick Hare : elle-même
- 1948 : Ainsi sont les femmes :  Rosita Cochellas
- 1949 : The Ed Wynn Show (épisode #1.2)
- 1949-1952 : Texaco Star Theater (4 épisodes)
- 1950 : Voyage à Rio :  Marina Rodrigues
- 1951 : Don McNeill's TV Club (#1.25)
- 1951 : What's My Line?
- 1951-1952 :  The Colgate Comedy Hour (3 épisodes)
- 1951-1953 : All-Star Revue (2 épisodes)
- 1953 : Fais-moi peur : Carmelita Castinha
- 1953 :  Toast of the Town (#7.1)
- 1950:  The Jimmy Durante Show (#2.2)
- 1995 : Carmen Miranda: Bananas is my Business : Archives du film